# Close to You (album des Carpenters)
Pour les articles homonymes, voir Close to You.
Albums de Carpenters
Offering/Ticket to Ride
(1969) Carpenters
(1971)
Close to You est le second album des Carpenters, il est produit en août 1970. L'album contient les singles (They Long to Be) Close to You et We've Only Just Begun. (They Long to Be) Close to You est le premier grand succès du duo et leur permet de se lancer dans une carrière internationale. 
L'album atteint la deuxième place dans le classement du Billboard aux États-Unis et la première au Canada.
Dans les classements des 500 plus grands albums de tous les temps du magazine Rolling Stone, publiés en 2003 et 2012, il est placé en 175e position. Il est également cité dans l'ouvrage de référence de Robert Dimery Les 1001 albums qu'il faut avoir écoutés dans sa vie.

## Liste des titres
| 1. | We've Only Just Begun          | Roger Nichols, Paul Williams   | 3:04 |
| 2. | Love Is Surrender              | Ralph Carmichael               | 1:59 |
| 3. | Maybe It's You                 | John Bettis, Richard Carpenter | 3:04 |
| 4. | Reason to Believe              | Tim Hardin                     | 3:03 |
| 5. | Help!                          | John Lennon, Paul McCartney    | 3:03 |
| 6. | (They Long to Be) Close to You | Burt Bacharach, Hal David      | 4:33 |

| 7.  | Baby It's You                 | Burt Bacharach, Mack David, Barney Williams | 2:56 |
| 8.  | I'll Never Fall in Love Again | Burt Bacharach, Hal David                   | 2:52 |
| 9.  | Crescent Noon                 | John Bettis, Richard Carpenter              | 4:09 |
| 10. | Mr. Guder                     | John Bettis, Richard Carpenter              | 3:15 |
| 11. | I Kept On Loving You          | Paul Williams, Roger Nichols                | 2:17 |
| 12. | Another Song                  | John Bettis, Richard Carpenter              | 4:23 |

## Charts
| Chart       | Peak position |
| ----------- | ------------- |
| États-Unis  | 2             |
| Royaume-Uni | 23            |
| Japon       | 53            |
| Australie   | 16            |
| Canada      | 1             |

## Musiciens
- Producteur : Jack Daugherty
- Arrangements & orchestration : Richard Carpenter
- Chant : Karen et Richard Carpenter
- Percussions : Karen Carpenter et Hal Blaine
- Claviers : Richard Carpenter
- Basse : Joe Osborn et Danny Woodhams
- Flute : Jim Horn, Bob Messenger, Doug Strawn
- Ingénieur : Ray Gerhardt et Dick Bogert
- Direction artistique : Tom Wilkes
- Photographie : Kessel/Brehm Photography